# Élection gouvernorale de 2020 au Montana
L' élection gouvernorale de 2020 au Montana a lieu le 3 novembre 2020 afin d'élire le gouverneur et le lieutenant-gouverneur de l'État américain du Montana.
Le républicain Greg Gianforte l'emporte avec 54 % des voix et fait basculer l'État, en succédant au démocrate Steve Bullock.

## Contexte
Le gouverneur démocrate sortant Steve Bullock ne peut se représenter après deux mandats successifs. Le lieutenant-gouverneur sortant, Mike Cooney, est désigné à l'issue de la primaire démocrate du 2 juin pour briguer sa succession. Le même jour, Greg Gianforte, membre de la Chambre des représentants depuis 2017, est confirmé comme candidat républicain.

## Système électoral
Le gouverneur du Montana et le lieutenant-gouverneur du Montana sont élus pour un mandat de quatre ans au scrutin uninominal majoritaire à un tour.

## Primaire démocrate

### Candidats
- Mike Cooney, lieutenant-gouverneur du Montana
  - colistière : Casey Schreiner, représentante du Montana
- Whitney Williams, femme d'affaires 
  - colistier : Buzz Mattelin, président de la National Barley Growers Association

### Résultats
| Candidat et colistier | Candidat et colistier          | Voix    | %     |  |
| --------------------- | ------------------------------ | ------- | ----- |  |
|                       | Mike Cooney Casey Schreiner    | 81 527  | 54,86 |  |
|                       | Whitney Williams Buzz Mattelin | 67 066  | 45,14 |  |
|                       |                                |         |       |  |
| Total                 | Total                          | 148 593 | 100   |  |

## Primaire républicaine

### Candidats
- Tim Fox, procureur général du Montana
  - colistier : Jon Knokey, ancien représentant du Montana
- Greg Gianforte, représentant des États-Unis pour le district du Montana
  - colistière : Kristen Juras, avocate
- Albert Olszewski, sénateur du Montana
  - colistier : Kennedy Bogner, sénateur du Montana

### Résultats
| Candidat et colistier | Candidat et colistier           | Voix    | %     |  |
| --------------------- | ------------------------------- | ------- | ----- |  |
|                       | Greg Gianforte Kristen Juras    | 119 247 | 53,44 |  |
|                       | Tim Fox Jon Knokey              | 60 823  | 27,26 |  |
|                       | Albert Olszewski Kenneth Bogner | 43 080  | 19,30 |  |
|                       |                                 |         |       |  |
| Total                 | Total                           | 223 150 | 100   |  |

## Autres partis et candidats
- Lyman Bishop, chef d'entreprise (Parti libertarien)
  - colistier : John Nesper

## Sondages
| Institut                          | Date       | Échantillon | Cooney (D) | Gianforte (R) | Autres/Indécis |
| --------------------------------- | ---------- | ----------- | ---------- | ------------- | -------------- |
| Institut                          | Date       | Échantillon |            |               | Autres/Indécis |
| Change Research                   | 02/11/2020 | 920         | 44 %       | 48 %          | 8 %            |
| Montana State University Billings | 24/10/2020 | 546         | 45 %       | 45 %          | 10 %           |
| Siena College/NYT Upshot          | 20/10/2020 | 758         | 44 %       | 48 %          | 8 %            |
| Strategies360/NBCMT               | 20/10/2020 | 500         | 41 %       | 48 %          | 11 %           |
| RMG Research/PoliticalIQ          | 18/10/2020 | 800         | 45 %       | 48 %          | 7 %            |
| Emerson College                   | 07/10/2020 | 500         | 41 %       | 54 %          | 5 %            |
| Montana State University Bozeman  | 02/10/2020 | 1605        | 42 %       | 47 %          | 11 %           |
| Siena College/NYT Upshot          | 16/09/2020 | 625         | 39 %       | 45 %          | 16 %           |
| Global Strategy Group             | 23/08/2020 | 600         | 46 %       | 47 %          | 7 %            |
| Emerson College                   | 02/08/2020 | 584         | 41 %       | 50 %          | 9 %            |
| Civiqs/Daily Kos                  | 13/07/2020 | 873         | 44 %       | 47 %          | 9 %            |
| Public Policy Polling             | 10/07/2020 | 1224        | 42 %       | 46 %          | 12 %           |
| University of Montana             | 26/06/2020 | 517         | 36 %       | 46 %          | 18 %           |
| The Progress Campaign             | 21/04/2020 | 1712        | 41 %       | 43 %          | 16 %           |

## Résultats
| Candidat et colistier    | Candidat et colistier        | Parti                    | Voix    | %     |
| ------------------------ | ---------------------------- | ------------------------ | ------- | ----- |
|                          | Greg Gianforte Kristen Juras | Républicain              | 328 548 | 54,43 |
|                          | Mike Cooney Casey Schreiner  | Démocrate                | 250 860 | 41,56 |
|                          | Lyman Bishop John Nesper     | Libertarien              | 24 179  | 4,01  |
|                          |                              |                          |         |       |
| Votes valides            | Votes valides                | Votes valides            | 603 587 | 98,61 |
| Votes blancs et nuls     | Votes blancs et nuls         | Votes blancs et nuls     | 8 488   | 1,39  |
| Total                    | Total                        | Total                    | 612 075 | 100   |
| Abstention               | Abstention                   | Abstention               | 140 463 | 18,67 |
| Inscrits / participation | Inscrits / participation     | Inscrits / participation | 752 538 | 81,33 |